# Ветришоая (комуна)
Ветришоая (рум. Vetrișoaia) — комуна у повіті Васлуй в Румунії. До складу комуни входять такі села (дані про населення за 2002 рік):
- Бумбета (215 осіб)
- Ветришоая (3292 особи)

Комуна розташована на відстані 275 км на північний схід від Бухареста, 43 км на південний схід від Васлуя, 93 км на південний схід від Ясс, 112 км на північ від Галаца.

## Населення
За даними перепису населення 2002 року у комуні проживали 3507 осіб.
Національний склад населення комуни:
| Національність | Кількість осіб | Відсоток |
| -------------- | -------------- | -------- |
| румуни         | 3504           | 99,9%    |
| угорці         | 2              | 0,1%     |
| болгари        | 1              | < 0,1%   |

Рідною мовою назвали:
| Мова      | Кількість осіб | Відсоток |
| --------- | -------------- | -------- |
| румунська | 3505           | 99,9%    |
| угорська  | 2              | 0,1%     |

Склад населення комуни за віросповіданням:
| Релігія       | Кількість осіб | Відсоток |
| ------------- | -------------- | -------- |
| православні   | 3450           | 98,4%    |
| п'ятдесятники | 30             | 0,9%     |
| бретрени      | 15             | 0,4%     |
| римо-католики | 7              | 0,2%     |